# Piotr Zańko
Piotr Zańko (ur. 14 czerwca 1974 roku) – polski pedagog i wykładowca akademicki, dr hab., członek Rady Fundacji Klamra.

## Życiorys
Pochodzi z Krasnegostawu. Był perkusistą lokalnego zespołu alternatywnego Tymianek. W 2011 uzyskał stopień doktora nauk humanistycznych w dyscyplinie pedagogika, a w 2021 uzyskał habilitację. Jest wykładowcą w Zakładzie Interdyscyplinarnych Badań nad Kulturą Wydziału Pedagogicznego Uniwersytetu Warszawskiego.
Od 2016 jest również członkiem Rady Fundacji Klamra.

## Wybrane publikacje
- Pedagogie oporu (Wydawnictwo Impuls, Kraków, 2020; ISBN 978-83-8095-812-8)
- "Zabijemy was słowami": prowokacja kulturowa w przestrzeni miejskiej i w internecie (Wydawnictwa Uniwersytetu Warszawskiego, Warszawa, 2012; ISBN 978-83-235-0966-0)